# 第96回日本陸上競技選手権大会
第96回日本陸上競技選手権大会兼ロンドンオリンピック代表選手選考競技会（だい96かいにほんりくじょうきょうぎせんしゅけんたいかいけんロンドンオリンピックだいひょうせんしゅせんこうきょうぎかい）は、2012年（平成24年）6月8日から6月10日まで3日間の日程で大阪市長居陸上競技場を会場に開催された。主催は日本陸上競技連盟。日本選手権の大阪府内開催は2007年第91回大会以来5大会ぶり7回目、長居陸上競技場での開催は5大会ぶり3回目となった。トラック・フィールド男女計36種目の競技を実施し、選手661名（男子359名・女子302名）が参加した。初日は雨に見舞われたが、3日間で62,000人の観客数を記録した。女子棒高跳の我孫子智美と女子やり投の海老原有希が日本新記録を樹立した。

## 大会日程・実施種目
| H | 予選 | ½ | 準決勝 | F | 決勝 |

|            | 6/8 | 6/8   | 6/9 | 6/9   | 6/10 | 6/10  |
| ---------- | --- | ----- | --- | ----- | ---- | ----- |
| 100m       | H   | 19:45 | F   | 20:30 |      |       |
| 200m       |     |       | H   | 16:05 | F    | 17:40 |
| 400m       | H   | 17:55 | F   | 19:40 |      |       |
| 800m       |     |       | H   | 18:15 | F    | 16:45 |
| 1500m      |     |       | H   | 17:05 | F    | 16:15 |
| 5000m      | F   | 19:05 |     |       |      |       |
| 10000m     |     |       | F   | 18:50 |      |       |
| 110mH      |     |       | H   | 16:35 | ½    | 14:55 |
| 110mH      | F   | 16:55 | H   | 16:35 |      |       |
| 400mH      | H   | 17:00 | ½   | 15:00 |      |       |
| 400mH      | H   | 17:00 | F   | 19:50 |      |       |
| 3000mSC    | F   | 18:45 |     |       |      |       |
| 走高跳     |     |       |     |       | F    | 15:30 |
| 棒高跳     | F   | 18:00 |     |       |      |       |
| 走幅跳     |     |       | F   | 18:30 |      |       |
| 三段跳     |     |       |     |       | F    | 15:30 |
| 砲丸投     |     |       |     |       | F    | 13:00 |
| 円盤投     |     |       | F   | 15:00 |      |       |
| ハンマー投 | F   | 19:00 |     |       |      |       |
| やり投     |     |       | F   | 18:30 |      |       |

|            | 6/8 | 6/8   | 6/9 | 6/9   | 6/10 | 6/10  |
| ---------- | --- | ----- | --- | ----- | ---- | ----- |
| 100m       | H   | 19:30 | F   | 20:15 |      |       |
| 200m       |     |       | H   | 15:45 | F    | 17:50 |
| 400m       | H   | 17:30 | F   | 18:40 |      |       |
| 800m       |     |       | H   | 17:50 | F    | 16:30 |
| 1500m      |     |       |     |       | F    | 15:50 |
| 5000m      |     |       |     |       | F    | 17:05 |
| 10000m     | F   | 20:05 |     |       |      |       |
| 100mH      | H   | 18:15 | ½   | 17:30 |      |       |
| 100mH      | H   | 18:15 | F   | 20:00 |      |       |
| 400mH      | H   | 15:00 | ½   | 15:20 | F    | 16:05 |
| 3000mSC    |     |       |     |       | F    | 15:20 |
| 走高跳     |     |       |     |       | F    | 12:30 |
| 棒高跳     |     |       | F   | 14:30 |      |       |
| 走幅跳     | F   | 19:00 |     |       |      |       |
| 三段跳     | F   | 16:00 |     |       |      |       |
| 砲丸投     |     |       | F   | 15:30 |      |       |
| 円盤投     | F   | 15:30 |     |       |      |       |
| ハンマー投 |     |       |     |       | F    | 12:30 |
| やり投     |     |       |     |       | F    | 16:00 |

| 日   | 時    | 天候   | 気温 (°C) | 湿度 | 風向風速 (m/s) |
| ---- | ----- | ------ | --------- | ---- | -------------- |
| 6/8  | 15:00 | 雨     | 23.8      | 87%  | 東南東 0.9     |
| 6/8  | 17:00 | 雨     | 22.8      | 87%  | 東 0.9         |
| 6/8  | 19:00 | 雨     | 22.5      | 87%  | 南南東 0.4     |
| 6/8  | 20:00 | 雨     | 22.4      | 87%  | 南西 1.1       |
| 6/9  | 15:00 | 晴れ   | 25.0      | 72%  | 東南東 1.3     |
| 6/9  | 17:00 | くもり | 24.8      | 72%  | 東 0.8         |
| 6/9  | 19:00 | くもり | 24.5      | 76%  | 南東 0.9       |
| 6/9  | 20:00 | くもり | 24.0      | 79%  | 東南東 0.9     |
| 6/10 | 12:30 | くもり | 24.5      | 57%  | 東 1.2         |
| 6/10 | 15:00 | くもり | 25.0      | 54%  | 東 1.4         |
| 6/10 | 17:00 | 晴れ   | 25.2      | 51%  | 東南東 1.7     |

本大会以外の第96回日本陸上競技選手権大会について
第96回日本陸上競技選手権大会混成競技は本大会1週前の2012年6月2日・3日の日程で長野市営陸上競技場を会場に開催され、男子十種競技・女子七種競技の2種目を実施した。リレー競技は第96回日本陸上競技選手権リレー競技大会が2012年10月26日から28日までの日程で横浜国際総合競技場を会場に開催された。競歩競技は第96回日本陸上競技選手権大会50km競歩が2012年4月15日に石川県輪島市で開催された。第96回日本陸上競技選手権大会20km競歩は2013年2月17日に神戸市東灘区で開催された。マラソンは、2012年1月31日の第31回大阪国際女子マラソンと同年12月2日の第66回福岡国際マラソンが第96回日本陸上競技選手権大会を兼ねて開催された。

## 参加標準記録
|                                         | 男子     | 男子     | 女子     | 女子     |
| A                                       | B        | A        | B        |          |
| --------------------------------------- | -------- | -------- | -------- | -------- |
| 100m                                    | 10.45    | 10.55    | 11.90    | 12.00    |
| 200m                                    | 21.00    | 21.20    | 24.40    | 24.60    |
| 400m                                    | 46.90    | 47.40    | 55.20    | 55.80    |
| 800m                                    | 1:50.50  | 1:51.30  | 2:09.00  | 2:10.00  |
| 1500m                                   | 3:48.00  | 3:50.00  | 4:23.00  | 4:24.50  |
| 5000m                                   | 13:48.00 | 13:55.00 | 15:40.00 | 15:50.00 |
| 10000m                                  | 28:30.00 | 28:48.00 | 32:30.00 | 33:00.00 |
| 100mH                                   | -        | -        | 13.80    | 14.00    |
| 110mH                                   | 14.00    | 14.15    | -        | -        |
| 400mH                                   | 50.80    | 51.10    | 59.70    | 60.20    |
| 3000mSC                                 | 8:50.00  | 8:55.00  | 10:40.00 | 11:00.00 |
| 走高跳                                  | 2m15     | 2m12     | 1m74     | 1m71     |
| 棒高跳                                  | 5m30     | 5m20     | 3m80     | 3m70     |
| 走幅跳                                  | 7m70     | 7m60     | 6m10     | 6m00     |
| 三段跳                                  | 15m85    | 15m70    | 12m45    | 12m30    |
| 砲丸投                                  | 16m00    | 15m80    | 14m20    | 14m00    |
| 円盤投                                  | 49m50    | 49m00    | 46m50    | 46m00    |
| ハンマー投                              | 63m00    | 61m50    | 53m50    | 52m50    |
| やり投                                  | 71m50    | 70m50    | 51m50    | 50m50    |
| 有効期間 : 2011年1月1日 - 2012年5月20日 |          |          |          |          |

| 100m       | 18 | 22 |
| 200m       | 16 | 13 |
| 400m       | 19 | 14 |
| 800m       | 24 | 14 |
| 1500m      | 19 | 15 |
| 5000m      | 26 | 20 |
| 10000m     | 33 | 18 |
| 100mH      | -  | 27 |
| 110mH      | 28 | -  |
| 400mH      | 30 | 25 |
| 3000mSC    | 15 | 15 |
| 走高跳     | 18 | 16 |
| 棒高跳     | 13 | 13 |
| 走幅跳     | 18 | 17 |
| 三段跳     | 15 | 18 |
| 砲丸投     | 17 | 10 |
| 円盤投     | 17 | 17 |
| ハンマー投 | 17 | 15 |
| やり投     | 16 | 13 |
| 単位 : 人  |    |    |

## 開催中の出来事
初日

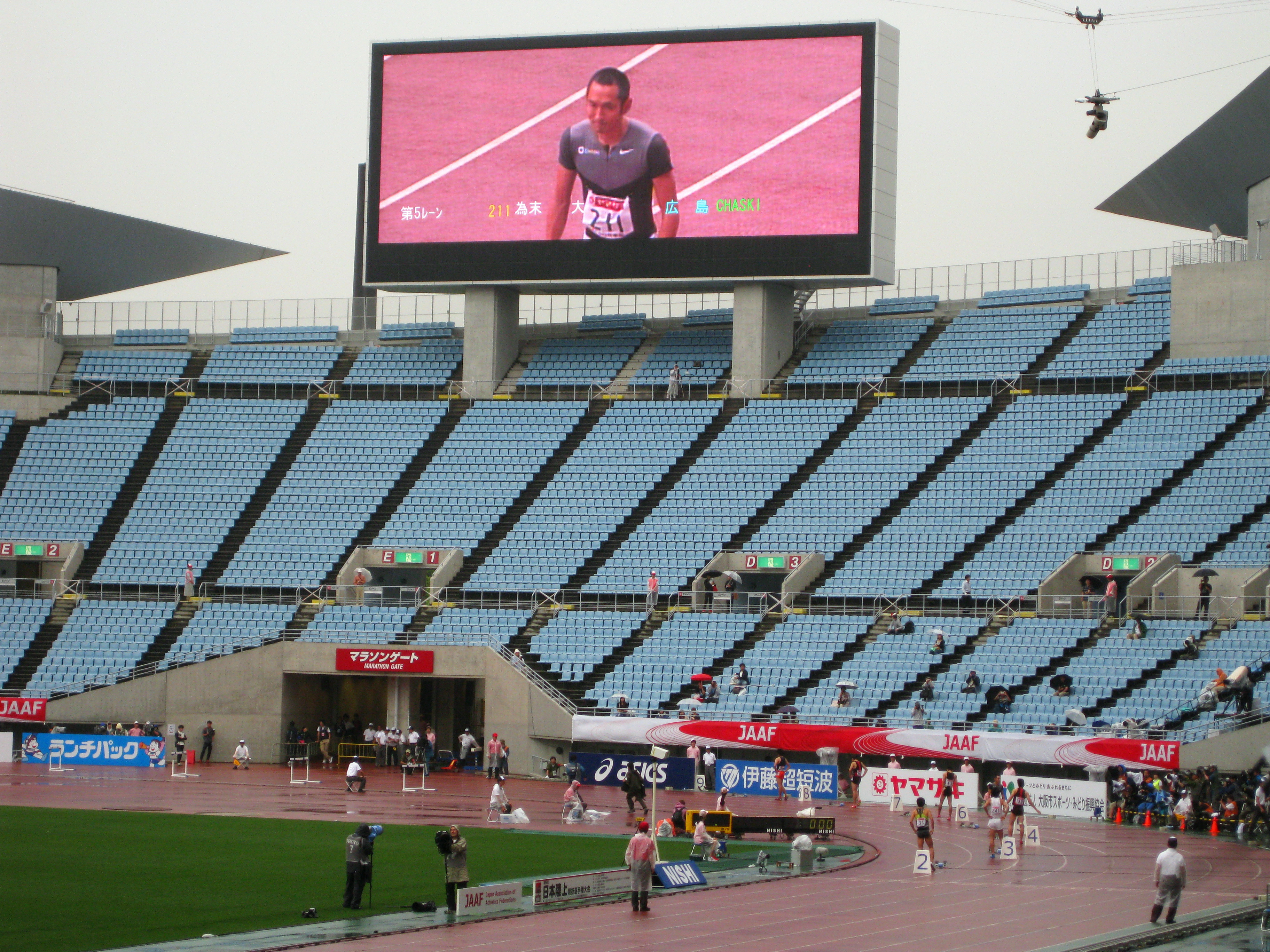
男子400mH予選

初日は時折雨脚が強まる空模様の下、競技が実施された。男子ハンマー投の室伏広治は1995年第79回大会から続ける連勝を18に伸ばした。室伏は雨の影響を考慮し3投で投擲を終えた。男子棒高跳は5m42で決着が付かず、山本聖途と澤野大地による順位決定戦（ジャンプオフ）にもつれ込んだ。雨の中バーの高さを下げて試技を続け、山本13回・澤野12回の跳躍を行った末に山本が勝者となった。女子10000mは福士加代子と吉川美香が他を引き離してレースを進め、9000m付近で抜け出した吉川が五輪参加標準記録Aを突破する31分28秒71の記録で初優勝を飾った。この日行われた女子円盤投の室伏由佳は2位となり、2002年第87回大会から続けた同種目の連続優勝は10で止まった。また男子400mハードル予選に為末大が出場したが1台目のハードルに足を掛けて転倒、最下位でゴールし予選敗退となった。為末は大会前にこの大会かロンドンオリンピック限りの引退を表明しており、日本選手権が現役最後のレースとなった。
2日目

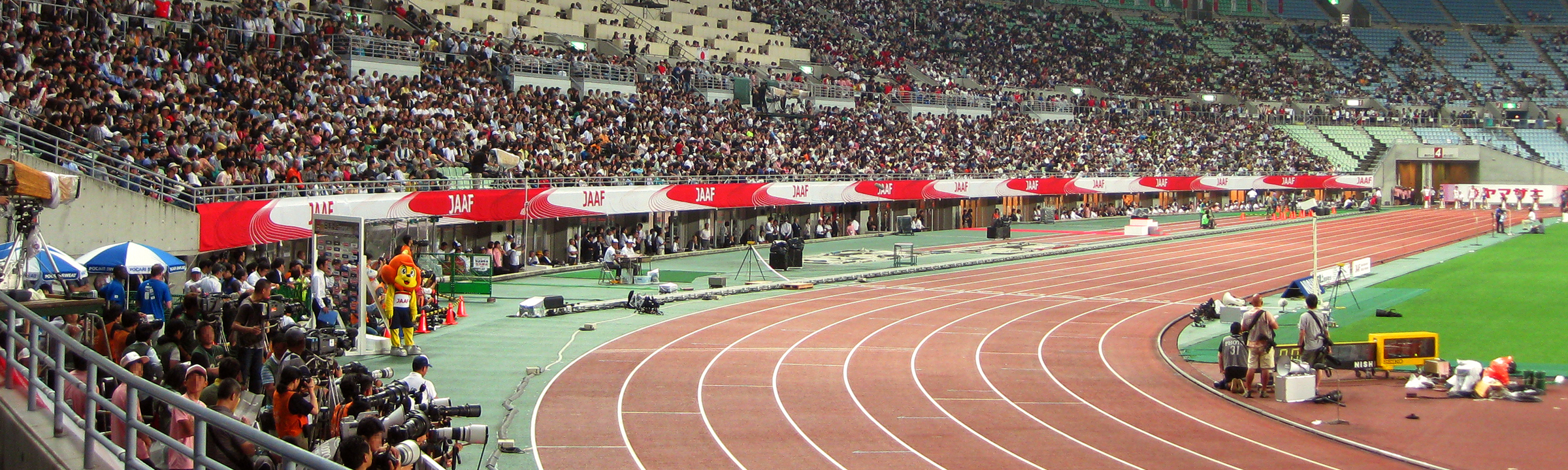
男子100m

女子棒高跳は我孫子智美が4m40の日本新記録を樹立し、自身4度目となる優勝を飾った。我孫子は4m00・4m20・4m40の跳躍をいずれも1回で成功、4m40の成功で五輪参加標準記録Bを突破した。従来の日本記録は錦織育子が2006年4月に記録した4m36だった。男子やり投は大会13連覇が懸かる村上幸史と同年4月の織田記念で日本歴代2位となる84m28を記録したディーン元気の優勝争いとなった。村上は2投目に自身が持つ大会記録を更新する82m93を、さらに3投目は自己ベストを更新する83m95を記録した。ディーンは4投目に大会記録をさらに更新する84m03を投げて逆転に成功、大会初優勝を飾った。男子10000mは佐藤悠基が2年連続優勝。男子400mは金丸祐三が8連覇を達成、金丸は大阪高校3年時から連勝を続けている。男子400mハードルは準決勝で好記録が続出し、五輪参加標準記録A突破者が6人出場する決勝となった。決勝は岸本鷹幸が今季世界3位（当時）となる48秒41の記録で2年連続優勝を飾った。女子100mハードルは木村文子が2年連続優勝。女子100mは福島千里が3年連続4回目の優勝を飾り、2位に高校2年の土井杏南が入った。男子100mは江里口匡史が九鬼巧や山縣亮太らを抑え、大会4連覇を達成した。
最終日

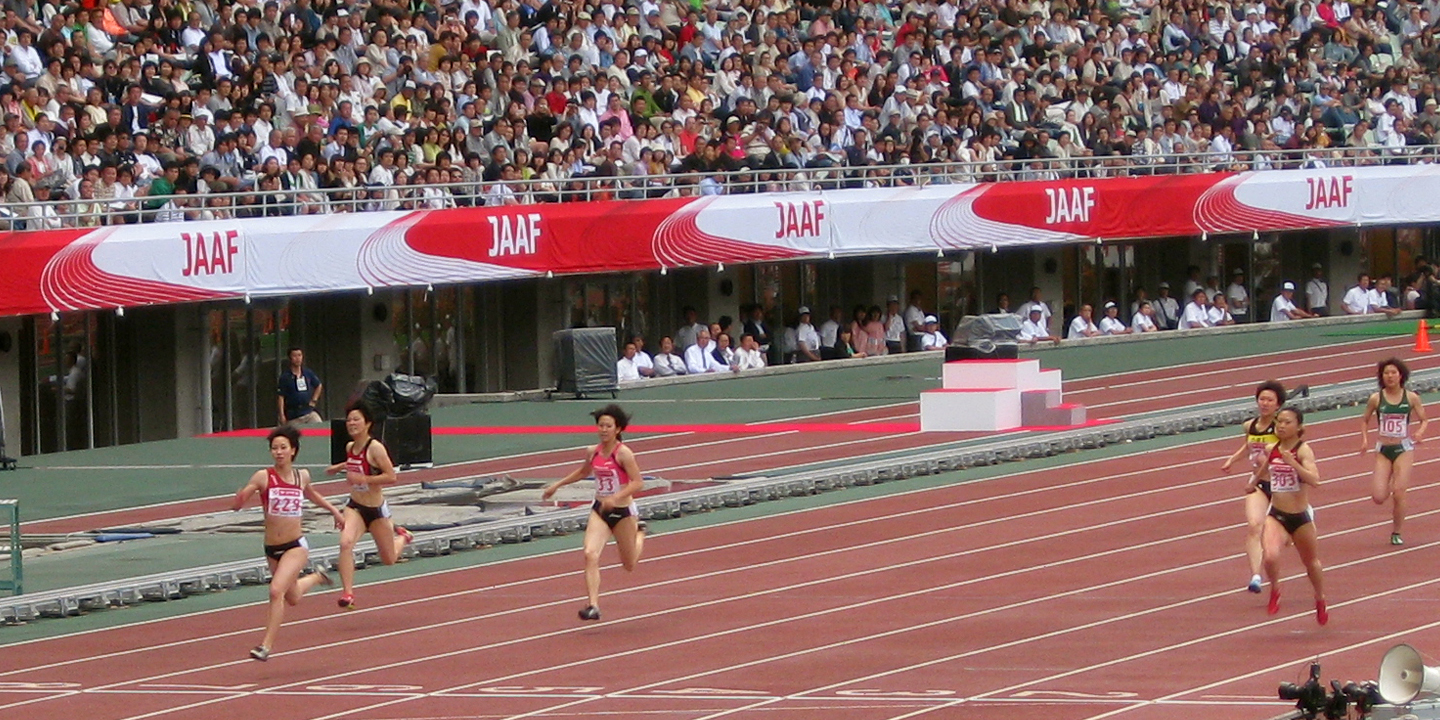
女子200m

女子ハンマー投は綾真澄が7度目の優勝を飾った。女子やり投は海老原有希が日本選手権5度目の優勝を飾った。海老原は3投目に自身が持つ日本記録を80cm更新する62m36を記録、また60m越えの投擲を3回マークした。日本選手権における種目創設以来、連勝を6としていた女子3000mSCの早狩実紀は7位に敗れた。女子400mHは久保倉里美が6連覇を達成、男子800mは横田真人が4年連続6回目となる優勝を飾った。男子200mは髙瀬慧が20秒41の記録で初優勝、飯塚翔太・髙平慎士・齋藤仁志までの記録がオリンピック参加標準記録Aを突破するレースとなった。3位高平と4位齋藤のタイム差は0秒01だった。大会最終種目の女子200mは福島千里が2年連続3回目の優勝を飾り、2年連続100m・200m二冠を達成した。大会最優秀選手に男子やり投のディーン元気と女子やり投の海老原有希が選出され、大会は閉幕した。

## 大会結果

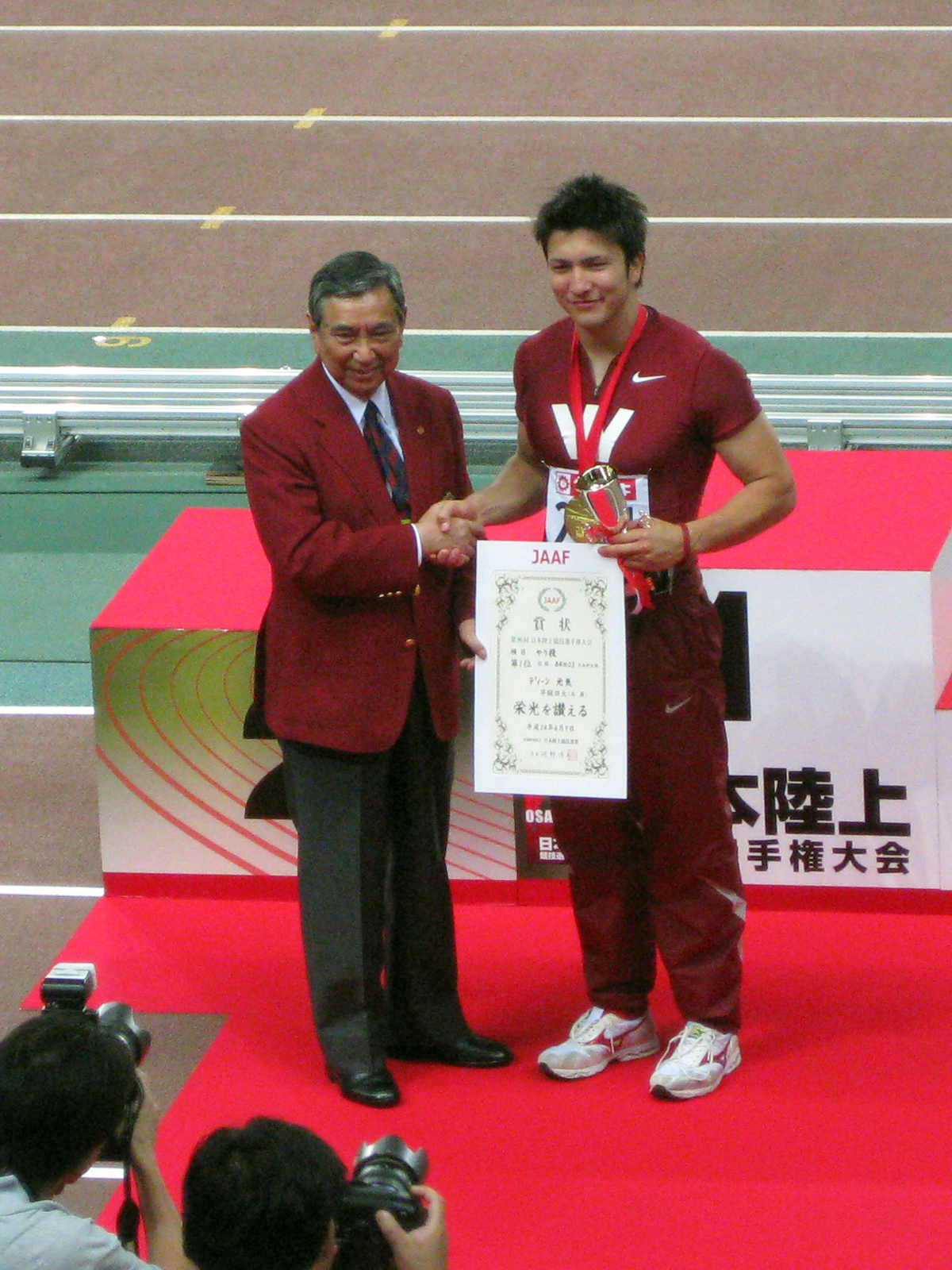
やり投優勝のディーン元気と河野洋平日本陸連会長（当時）

本大会と他種目の日本選手権、マラソンのロンドンオリンピック代表選考会の大会結果を扱う。表中の選手名・所属名は便宜上略称を含む。オリンピック参加標準記録を本大会以前に満たした選手は氏名欄に、本大会で新たに満たした選手は記録欄にを示す。陸上競技の日本記録一覧も参照。

### 男子
| | 優勝                                      | 優勝             | 2位                         | 2位              | 3位                                 | 3位              |
| -------------------------------------------------------------------------------------------------- | ----------------------------------------- | ---------------- | --------------------------- | ---------------- | ----------------------------------- | ---------------- |
| 100m (0.0 m/s) 詳細                                                                                | 江里口匡史 大阪ガス                       | 10.29            | 九鬼巧 早稲田大学           | 10.30            | 山縣亮太 慶応義塾大学               | 10.34            |
| 200m (0.0 m/s)                                                                                     | 髙瀬慧 富士通                             | 20.42            | 飯塚翔太 中央大学           | 20.45            | 髙平慎士 富士通                     | 20.56            |
| 400m                                                                                               | 金丸祐三 大塚製薬                         | 46.18            | 中野弘幸 愛知教育大学       | 46.23            | 東佳弘 関西大学                     | 46.26            |
| 800m                                                                                               | 横田真人 富士通                           | 1:48.12          | 口野武史 富士通             | 1:48.36          | 岡昇平 順天堂大学                   | 1:48.51          |
| 1500m                                                                                              | 田中佳祐 富士通                           | 3:45.49          | 井野洋 富士通               | 3:45.84          | 荒井輔 JR東日本                     | 3:46.03          |
| 5000m                                                                                              | 出口和也 旭化成                           | 13:47.17         | 竹澤健介 エスビー食品       | 13:47.54         | 若松儀裕 日清食品グループ           | 13:47.75         |
| 10000m                                                                                             | 佐藤悠基 日清食品グループ                 | 28:18.15         | 大迫傑 早稲田大学           | 28:18.53         | 宮脇千博 トヨタ自動車               | 28:20.76         |
| 110mハードル (-0.6 m/s)                                                                            | 八幡賢司 モンテローザ                     | 13.72            | 青木悠人 MESSIAS            | 13.85            | 西澤真徳 鳥取県教育委員会           | 13.87            |
| 400mハードル                                                                                       | 岸本鷹幸 法政大学                         | 48.41            | 中村明彦 中京大学           | 49.38            | 舘野哲也 中央大学                   | 49.49            |
| 3000mSC                                                                                            | 山下洸 NTN                                | 8:34.95          | 武田毅 スズキ浜松AC         | 8:35.27          | 松本葵 大塚製薬                     | 8:37.06          |
| 走高跳                                                                                             | 高張広海 日立ICT                          | 2m20             | 衛藤昴 鈴鹿工業高専         | 2m20             | 久保田聡 モンテローザ               | 2m15             |
| 棒高跳                                                                                             | 山本聖途 中京大学                         | 5m42             | 澤野大地 富士通             | 5m42             | 荻田大樹 ミズノ                     | 5m32             |
| 走幅跳                                                                                             | 荒川大輔 NOBY                             | 7m78 (-1.1 m/s)  | 菅井洋平 ミズノ             | 7m76 (0.0 m/s)   | 新村守 新潟アルビレックスRC         | 7m75 (+1.6 m/s)  |
| 三段跳                                                                                             | 岡部優真 福岡大学                         | 16m54 (+0.7 m/s) | 長谷川大悟 日立ICT          | 16m17 (+1.2 m/s) | 梶川洋平 法政AC                     | 16m10 (+1.9 m/s) |
| 砲丸投                                                                                             | 畑瀬聡 群馬綜合ガード                     | 17m91            | 村川洋平 スズキ浜松AC       | 17m86            | 鈴木孝尚 大体大TC                   | 17m25            |
| 円盤投                                                                                             | 堤雄司 国士舘大学                         | 56m19            | 畑山茂雄 ゼンリン           | 54m21            | 宮内優 モンテローザ                 | 53m46            |
| ハンマー投                                                                                         | 室伏広治 ミズノ                           | 72m85            | 野口裕史 群馬綜合ガード     | 71m22            | 土井宏昭 流通経済大クラブ           | 69m80            |
| やり投                                                                                             | ディーン元気 早稲田大学                   | 84m03            | 村上幸史 スズキ浜松AC       | 83m95            | 新井涼平 国士舘大学                 | 76m97            |
| 十種競技 (6/2-3)                                                                                   | 右代啓祐 スズキ浜松AC                     | 8037             | 中村明彦 中京大学           | 7710             | 辻井亮太 アラキスポーツ             | 7600             |
| 20km競歩 第95回 (2/19)                                                                             | 藤澤勇 ALSOC                              | 1h20:38          | 西塔拓己 東洋大学           | 1h21:01          | 荒井広宙 北陸亀の井ホテル           | 1h21:10          |
| 50km競歩 (4/15)                                                                                    | 山崎勇喜 自衛隊体育学校                   | 3h41:47          | 谷井孝行 佐川急便           | 3h43:56          | 森岡紘一朗 富士通                   | 3h45:22          |
| 福岡 (2011/12/4)                                                                                   | ジョセファト・ダビリ 小森コーポレーション | 2h07:36          | ジェームズ・ムワンギ ケニア | 2h08:38          | 川内優輝 埼玉県庁                   | 2h09:57          |
| 東京 (2/26)                                                                                        | マイケル・キピエゴ ケニア                 | 2h07:37          | 藤原新 東京陸協             | 2h07:48          | スティーブン・キプロティチ ウガンダ | 2h07:50          |
| びわ湖 (3/4)                                                                                       | サムエル・ドゥング 愛知製鋼               | 2h07:04          | ヘンリク・ゾスト ポーランド | 2h07:39          | アブデラ・タグラフェ モロッコ       | 2h08:37          |
| 大会記録 \| 日本記録 \| ロンドンオリンピック参加標準記録 \| 当該種目日本代表 \| リレー種目日本代表 |                                           |                  |                             |                  |                                     |                  |

### 女子
| | 優勝                            | 優勝            | 2位                                       | 2位             | 3位                       | 3位              |
| -------------------------------------------------------------------------------------------------- | ------------------------------- | --------------- | ----------------------------------------- | --------------- | ------------------------- | ---------------- |
| 100m (0.0 m/s)                                                                                     | 福島千里 北海道ハイテクAC       | 11.45           | 土井杏南 埼玉栄高校                       | 11.51           | 髙橋萌木子 富士通         | 11.66            |
| 200m (+0.1 m/s)                                                                                    | 福島千里 北海道ハイテクAC       | 23.35           | 市川華菜 中京大学                         | 23.62           | 高橋萌木子 富士通         | 23.74            |
| 400m                                                                                               | 佐藤真有 東邦銀行               | 53.86           | 新宮美歩 東大阪大学                       | 54.12           | 蔭山愛 早稲田大学         | 54.27            |
| 800m                                                                                               | 久保瑠里子 エディオン           | 2:04.18         | 真下まなみ 筑波大学                       | 2:04.78         | 須永千尋 資生堂           | 2:04.86          |
| 1500m                                                                                              | 陣内綾子 九電工                 | 4:16.42         | 森智香子 大東文化大学                     | 4:18.53         | 菊地里江 松山大学         | 4:19.04          |
| 5000m                                                                                              | 新谷仁美 ユニバーサル           | 15:17.92        | 福士加代子 ワコール                       | 15:25.74        | 尾西美咲 積水化学         | 15:32.89         |
| 10000m                                                                                             | 吉川美香 パナソニック           | 31:28.71        | 福士加代子 ワコール                       | 31:43.25        | 絹川愛 ミズノ             | 32:20.34         |
| 100mハードル (-0.7 m/s)                                                                            | 木村文子 エディオン             | 13.25           | 熊谷史子 北海道ハイテクAC                 | 13.45           | 紫村仁美 早稲田大学       | 13.55            |
| 400mハードル                                                                                       | 久保倉里美 新潟アルビレックスRC | 55.98           | 米田知美 中央大学                         | 56.62           | 三木汐莉 東大阪大学       | 57.15            |
| 3000mSC                                                                                            | 荒井悦加 エディオン             | 9:55.93         | 中村仁美 パナソニック                     | 9:57.55         | 堀江美里 ノーリツ         | 10:05.40         |
| 走高跳                                                                                             | 前田愛純 順天堂大学             | 1m80            | 京谷萌子 北海道教育大学 福本幸 甲南学園AC | 1m75            |                           |                  |
| 棒高跳                                                                                             | 我孫子智美 滋賀レイクスターズ   | 4m40            | 住石智子 新日鉄君津                       | 4m10            | 青島綾子 日本体育大学     | 4m00             |
| 走幅跳                                                                                             | 岡山沙英子 ボスアル             | 6m55 (0.0 m/s)  | 桝見咲智子 九電工                         | 6m35 (0.0 m/s)  | 井村久美子 iDEAR          | 6m25 (+1.5 m/s)  |
| 三段跳                                                                                             | 吉田文代 成田空港               | 12m98 (0.0 m/s) | 前田和香 筑波大学                         | 12m91 (0.0 m/s) | 山根愛以 尼崎市陸協       | 12m73 (+0.7 m/s) |
| 砲丸投                                                                                             | 白井裕紀子 滋賀陸協             | 15m41           | 横溝千明 埼玉陸協                         | 14m84           | 茂山千尋 国士舘クラブ     | 14m75            |
| 円盤投                                                                                             | 敷本愛 国士舘クラブ             | 52m74           | 室伏由佳 ミズノ                           | 52m37           | 高橋亜弓 筑波大学         | 51m63            |
| ハンマー投                                                                                         | 綾真澄 丸善工業                 | 64m91           | 武川美香 スズキ浜松AC                     | 58m09           | 佐藤若菜 宮城教員クラブ   | 56m81            |
| やり投                                                                                             | 海老原有希 スズキ浜松AC         | 62m36           | 的場葉瑠香 大体大TC                       | 58m93           | 宮下梨沙 大体大TC         | 58m27            |
| 七種競技 (6/2-3)                                                                                   | 赤井涼香 中央大学               | 5451            | 桐山智衣 中京大学                         | 5430            | 竹原史恵 長谷川体育施設   | 5384             |
| 20km競歩 第95回 (2/19)                                                                             | 大利久美 富士通                 | 1h29:48         | 井上麗 天満屋                             | 1h32:43         | 岡田久美子 立教大学       | 1h34:27          |
| 横浜 (2011/11/20)                                                                                  | 木崎良子 ダイハツ               | 2h26:32         | 尾崎好美 第一生命                         | 2h26:49         | マーラ・ヤマウチ イギリス | 2h27:24          |
| 大阪 (1/31)                                                                                        | 重友梨佐 天満屋                 | 2h23:23         | 野尻あずさ 第一生命                       | 2h24:57         | 堀江知佳 ユニバーサル     | 2h28:35          |
| 名古屋 (3/11)                                                                                      | アルビナ・マヨロワ ロシア       | 2h23:52         | 尾崎好美 第一生命                         | 2h24:14         | 中里麗美 ダイハツ         | 2h24:28          |
| 大会記録 \| 日本記録 \| ロンドンオリンピック参加標準記録 \| 当該種目日本代表 \| リレー種目日本代表 |                                 |                 |                                           |                 |                           |                  |

## ロンドンオリンピック代表選手選考
|                      | ロンドン |
| -------------------- | --- |
| 参加標準記録有効期間 | - 10000m、マラソン、競歩、混成競技 2011/1/1 - 2012/7/8 - 他の個人種目 2011/5/1 - 2012/7/8 - リレー 2011/1/1 - 2012/7/2 |
| 種目別人員枠         | - 参加標準記録A突破者は最大3名まで出場可能。参加標準記録B突破者が出場する場合はB突破者の1名に限られる。 |
| 派遣人員枠           | - 40名（JOCによる割当）。リレーの出場権を獲得した場合は別枠で追加申請する。 |
| 選考競技会           | 全種目共通 - 第13回世界陸上競技選手権大会 2011/8/27-9/4 トラック・フィールド・混成 - 日本グランプリシリーズ - 兵庫リレーカーニバル 4/21-22 - 東京陸上競技選手権大会 4/21-22 - 織田幹雄記念国際陸上競技大会 4/29 - 静岡国際陸上競技大会 5/3 - ゴールデングランプリ川崎 5/6 - 第96回日本陸上競技選手権大会混成競技 6/2-3 - 第96回日本陸上競技選手権大会 6/8-10 マラソン - 第65回福岡国際マラソン選手権大会 2011/12/4 - 東京マラソン2012 2/26 - 第67回びわ湖毎日マラソン大会 3/4 - 第3回横浜国際女子マラソン大会 2011/11/20 - 第31回大阪国際女子マラソン大会 1/31 - 名古屋ウィメンズマラソン2012 3/11 競歩 - 第50回全日本50km競歩高畠大会 2011/10/30 - 第95回日本陸上競技選手権大会20km競歩 2/19 - 第36回全日本競歩能美大会 3/11 - 第96回日本陸上競技選手権大会50km競歩 4/15 |
| 選考基準             | トラック・フィールド・混成 1. 参加標準記録Aを突破し、第13回世界選手権入賞で日本人最上位 →内定 2. 参加標準記録Aを突破し、第96回日本選手権優勝 →内定 3. 参加標準記録A・Bを突破し、第96回日本選手権等の選考競技会で上位入賞した五輪で活躍が期待される競技者 →理事会による選考を経て選出 4. 日本が出場権を満たした場合のリレーメンバーは、リレーの特性を考慮し選考競技会の成績により選出 マラソン 1. 参加標準記録Aを突破し、第13回世界選手権3位以内入賞で日本人最上位 →内定 2. 参加標準記録Aを突破し、選考競技会で上位入賞した五輪で活躍が期待される競技者 →理事会による選考を経て選出 競歩 1. 参加標準記録Aを突破し、第13回世界選手権入賞で日本人最上位 →内定 2. 第95回日本選手権20kmと第96回日本選手権50km競歩において、男子20km競歩は1時間20分29秒以内、女子20km競歩は1時間29分59秒以内、男子50km競歩3時間51分59秒以内の記録で優勝 →内定 3. 参加標準記録Aを突破し、選考競技会で上位入賞した五輪で活躍が期待される競技者 →理事会による選考を経て選出 |
| 発表                 | - 3月12日、マラソン代表6名・補欠2名（堀端・赤羽）を発表。 - 6月11日、マラソンを含む代表39名（日本選手団参照）とリレー種目の代表候補7名（九鬼・中野・東・土井・高橋・佐野・市川）を発表。男子10000mと男子棒高跳は参加標準記録B突破者が日本選手権優勝の結果を残し、参加標準記録A突破者を抑えて代表に選出された。男子十種競技の出場は1964年の東京オリンピック以来48年ぶりとなった。 - 6月29日、マラソンの補欠を解除。 - 7月3日、男女4×100mリレーと男子4×400mリレーの出場権を獲得、リレー種目代表7名を発表。女子4×100mリレーの出場は1964年の東京オリンピック以来48年ぶりとなった。代表46名中35名がオリンピック初出場であり、平均年齢男子24歳・女子25歳の選手で構成される選手団となった。 |
|                      | |
| 出来事               | - 6月28日・29日、女子4×100mリレーと男子4×400mリレーの代表候補がオセアニア選手権に出場し、オリンピック出場を確実にするため記録更新を狙った。 - 7月21日、ロンドンオリンピック日本選手団と陸上競技日本選手団の結団式をそれぞれ行った。日本選手団の主将を村上幸史が務めた。陸上競技日本選手団の男子主将を髙平慎士、女子主将を久保倉里美が務めた。 - 8月12日、ロンドンオリンピックの全日程が終了。陸上競技は男子ハンマー投の室伏広治が銅メダルを獲得、男子マラソンと男子4×100mリレーの2種目で入賞、3名が自己ベストを記録し、7名がシーズンベストを記録した。 - 8月15日、ロンドンオリンピック日本選手団の解団式を行った。 - 9月20日、日本陸連の高野進強化委員長が退任した。後任の強化委員長に原田康弘が就任した。 - 11月29日、日本陸連は第14回世界選手権の代表選考基準について、派遣設定記録の導入を発表した。派遣設定記録は参加標準記録Aを上回り、1カ国3人の選手による世界ランキングで12位相当となる記録に設定された。 マラソンは過去の代表選考からすでに導入されていたが、基準が引き上げられた。マラソン以外の種目は新たに導入された。トラック・フィールド各種目の選手は、派遣設定記録を満たし、2013年6月に開催の第97回日本選手権で8位以内に入賞した場合、世界選手権代表に選出される。 |

## 主催・スポンサー・メディア
| 主催 | 日本陸上競技連盟                                                  |
| 共催 | 大阪市 大阪市教育委員会                                           |
| 後援 | 読売新聞社 大阪府 大阪府教育委員会 大阪市スポーツ・みどり振興協会 |
| 主管 | 大阪陸上競技協会                                                  |

| 特別協賛 | 山崎製パン                                                          |
| 協賛     | アシックス ナイキジャパン 大塚製薬 日本航空 ニシ・スポーツ セレスポ |
| 特別協力 | 大阪ガス                                                            |
| 協力     | 上月スポーツ・教育財団                                              |

大会2日目と最終日の2日間にわたって、大阪府内の高等学校・中学校・小学校チームによる男女4×100mリレー計6種目が実施された。
大阪市、大阪市スポーツ・みどり振興協会、大阪陸上競技協会、大阪ミュージアム構想は、大阪の観光と大阪府内における加工食品分野の特産品「大阪産（もん）名品」を来場者にPRするため、大会開催中の3日間にわたって長居球技場（キンチョウスタジアム）前に「大阪にぎわい広場」と名づけた特設ブースを設置し、販売活動・PR活動を実施した。大阪市はゆとりとみどり振興局の観光/文化/スポーツ関係イベント事業における第96回日本選手権について、平成24年度当初予算に1,000万円を計上していた。同局は大会期間中の観客数を40,000人と想定していた。
大会初日は雨に見舞われたが、天候が回復した2日目は34,000人の観客を集め、3日間で60,000人を越える観客が大会を観戦した。大会の模様はNHKが総合テレビジョンとBS1の番組『全力応援！ニッポン 第96回日本陸上選手権ロンドンオリンピック代表選考会』で生中継した他、BS1で録画番組の放送を行った。番組テーマ曲にColdplayのLovers In Japanが使用された。ロンドンオリンピックNHKテーマソング『風が吹いている』を歌ういきものがかりが6月8日の放送にゲスト出演した。